# Pothyne multivittata
Pothyne multivittata là một loài bọ cánh cứng trong họ Cerambycidae.